# Fagraea
Fagraea é um género botânico pertencente à família Gentianaceae.